# Arroyo de la Agraciada
El arroyo de la Agraciada  es un pequeño curso de agua uruguayo, ubicado en el departamento de Soriano, pertenece a la cuenca hidrográfica del río Uruguay. 
Nace en la cuchilla de San Salvador cerca de la localidad de Agraciada y discurre con rumbo noroeste hasta desembocar en el río Uruguay al norte de la ciudad de Nueva Palmira.
- Datos: Q703600